# Hatiheu
Hatiheu es una comuna asociada de la comuna francesa de Nuku-Hiva que está situada en la subdivisión de Islas Marquesas, de la colectividad de ultramar de Polinesia Francesa.

## Composición
La comuna asociada de Hatiheu comprende la isla de Motu One, junto con una fracción de la isla de Nuku Hiva y los nueve motus más próximos a dicha fracción:
| Comuna asociada de Hatiheu       |                  |                  |                    |
| Fracción de la isla de Nuku Hiva | Población (2012) | Superficie (km²) | Densidad (hab/km²) |
| Hatiheu                          | 370              | -                | -                  |
| Islote                           | Población (2012) | Superficie (km²) | Densidad (hab/km²) |
| Arahi Iti                        | -                | -                | -                  |
| Aviti (1)                        | -                | -                | -                  |
| Aviti (2)                        | -                | -                | -                  |
| Kea                              | -                | -                | -                  |
| Kohai                            | -                | -                | -                  |
| Motu Ee                          | -                | -                | -                  |
| Motu Omei                        | -                | -                | -                  |
| Motu One                         | 0                | 0.03             | 0                  |
| Poiku                            | -                | -                | -                  |
| Rocher                           | -                | -                | -                  |

## Demografía
| Gráfica de evolución demográfica de Hatiheu entre 1977 y 2012 |
|                                                               |

Fuente: Insee